# أنطوان بيرنير
أنطوان بيرنير هو لاعب كرة قدم بلجيكي، ولد في 10 سبتمبر 1997 في دينانت في بلجيكا. لعب مع رويال أنتويرب.

## وصلات خارجية
- أنطوان بيرنير على موقع قاعدة بيانات كرة القدم.إي يو (الإنجليزية)
- أنطوان بيرنير على موقع Soccerway.com (الإنجليزية)